# Cecilia Alemani
Cecilia Alemani (Milano, 1977) è una direttrice artistica italiana residente a New York.
È la Donald R. Mullen, Jr. Director e Chief Curator di High Line Art, un programma di arte pubblica di New York, e direttrice artistica della 59ª Biennale di Venezia, posticipata al 2022. In precedenza, ha curato il padiglione italiano della Biennale 2017 ed è stata direttrice artistica dell'edizione inaugurale delle città d'arte di Basilea 2018 a Buenos Aires, tenutasi nel 2018.

## Biografia
Nata a Milano nel 1977, Cecilia Alemani ha conseguito la laurea in Filosofia presso l'Università degli Studi di Milano nel 2001 e il master in Studi curatoriali presso il Bard College, Annandale-on-Hudson, New York, nel 2005. Vi vive tuttora assieme al marito Massimiliano Gioni, critico d’arte contemporanea e anch'egli curatore.
Dal 2012 al 2017 ha curato Frieze Projects, la piattaforma no profit della Frieze Art Fair, che ha presentato nuove produzioni di artisti emergenti e ricostruzioni di mostre storiche. Dal 2009 al 2010 è stata Direttrice Curatoriale della X Initiative, New York, un'organizzazione sperimentale senza scopo di lucro per la quale ha curato numerose mostre ed eventi. Alemani è co-fondatrice di No Soul For Sale, un festival di spazi indipendenti, organizzazioni senza scopo di lucro e collettivi di artisti. In qualità di curatrice indipendente, ha organizzato numerose mostre in musei, spazi no profit e gallerie, tra cui la Galleria Gió Marconi, Milano; Blum e Poe, Los Angeles; MoMA/PS1, New York; e il Whitney Museum, New York.
Nel 2017, Alemani ha curato il Padiglione Italia della 57ª edizione della Biennale Arte di Venezia. La mostra, intitolata Il mondo magico, comprendeva nuove grandi installazioni site-specific (arte creata per essere esposta in uno specifico luogo) di Giorgio Andreotta Calò, Roberto Cuoghi e Adelita Husni-Bey.
Nel 2018, Alemani è stata direttrice artistica della prima edizione di Art Basel Cities, una nuova iniziativa in collaborazione con Buenos Aires per celebrare il fiorente ecosistema culturale della città. Alemani ha curato una mostra in tutta la città intitolata Hopscotch (Rayuela) che presentava 18 opere in stretto dialogo con la loro collocazione, dando forma a un'esperienza su più livelli che collegava l'arte visiva, gli spazi urbani e le storie della città in modi inaspettati. Tra gli artisti che vi hanno preso parte c'erano Eduardo Basualdo, Pia Camil, Maurizio Cattelan, Gabriel Chaile e Luciana Lamothe.
Per Art Basel 2019, Alemani ha incaricato Alexandra Pirici di mettere in scena una nuova iterazione di Aggregate per la Messeplatz della città. L'opera immersiva è un ambiente performativo con più di 60 artisti che si muovono intorno ai visitatori, recitando con gesti e suoni che fanno riferimento a forme disparate di patrimonio culturale, creando qualcosa di simile a una capsula del tempo.
Dal 2011 ha supervisionato l'High Line Art Program, sviluppando una competenza nella commissione e produzione di opere d'arte ambiziose per spazi pubblici e insoliti. Durante la sua permanenza alla High Line di New York, ha commissionato grandi progetti a El Anatsui, Carol Bove, Rashid Johnson, Barbara Kruger, Faith Ringgold, Ed Ruscha, e Adrián Villar Rojas, tra gli altri. Ha anche organizzato mostre collettive con opere di artisti giovani ed emergenti, tra cui Firelei Báez, Jon Rafman, Max Hooper Schneider, e Andra Ursuta. Recentemente, Alemani ha guidato l'High Line Plinth, un nuovo programma con opere d'arte monumentali che è iniziato nel giugno 2019 con Brick House, una scultura dell'artista Simone Leigh. Attraverso queste iniziative pubbliche, Alemani ha cercato un impegno civico significativo incentivando il dialogo, la consapevolezza e un senso di possibilità.
In risposta alla sua nomina a curatrice e direttrice artistica della 59ª Biennale arte di Venezia del 2022, Alemani ha commentato che «come prima donna italiana a ricoprire questa posizione, comprendo e apprezzo la responsabilità e anche l'opportunità che mi viene offerta», aggiungendo, «Ho intenzione di dare voce agli artisti per creare progetti unici che riflettano le loro visioni e la nostra società.»

## Pubblicazioni
Alemani ha scritto per varie pubblicazioni, tra cui Artforum.com e Mousse Magazine, e ha una rubrica settimanale su D, Repubblica da ottobre 2019. È autrice, co-autrice e ha contribuito a numerosi libri.

### Libri e contributi
- Alemani, Cecilia, ed. Il mondo magico: Padiglione Italia, Biennale Arte 2017 . Venezia: Marsilio, 2017. ISBN 9788831727204
- Alemani, Cecilia, ed. High Art: Public Art on the High Line  . New York: NY, Skira Rizzoli, 2015. ISBN 0847845192
- Alemani, Cecilia. "The Solar Anus." In Jakub Ziółkowski: 2000 parole . Atene, Fondazione DESTE, 2014. ISBN 6185039052
- Alemani, Cecilia, ed. The X Initiative Yearbook . Milano: Mousse Publishing, 2010. ISBN 9788896501290
- Alemani, Cecilia, Maurizio Cattelan e Massimiliano Gioni. Charley Independents . Atene: Deste Foundation, 2010. ISBN 9781935202318
- Alemani, Cecilia e Massimiliano Gioni, ed. I'm not there. Gwangju: Gwangju Biennale Foundation, 2010. ISBN 9788987719115
- Alemani, Cecilia, Andrea Bellini e Lillian Davies, ed. Collecting Contemporary Art . Zurigo: JRP Ringier, 2008. ISBN 3037640154
- Alemani, Cecilia. Arte Contemporanea 7: Ambiente. Milano: Mondadori Electa, 2008.
- Alemani, Cecilia. William Kentridge . Milano: Mondadori Electa, 2006. ISBN 8837043635